# British Forces Germany
British Forces Germany (BFG) är det förband som organiserar alla enheter ur Storbritanniens försvarsmakt som är stationerade i Tyskland. Förbandet skapades som en följd av omorganisationen inom Storbritanniens försvarsmakt efter kalla kriget.
När föregångaren brittiska Rhenarmén upplöstes förflyttades tre av arméns fyra divisioner tillbaka till Storbritannien, bara 1st Armoured Division stannade kvar. År 2004 drogs en av divisionens brigader tillbaka och förläggningen i Osnabrück stängde 2009. År 2010 fattade brittiska regeringen beslut om en ny strategisk doktrin som bland annat innebar att alla brittiska styrkor i Tyskland skulle dras tillbaka till Strobritannien år 2020. Sommaren 2015 drogs därför ytterligare en brigad tillbaka och förläggningen i Bergen-Hohne stängdes. 20th Armoured Infantry Brigade som var stationerade i Paderborn och Gütersloh i Nordrhein-Westfalen blev det sista förbandet i British Forces Germany. År 2020 var samtliga förband flyttade till Storbritannien och kasernområdena återlämnade till tyska staten.

### Webbkällor
- ”HQ British Forces Germany (HQ BFG)”. British Army. Arkiverad från originalet den 1 augusti 2016. https://web.archive.org/web/20160801220521/http://army.mod.uk/structure/27886.aspx. Läst 20 juli 2016.